# سوادي
الرَّاهوب أو فطر السوادي (الاسم العلمي: Ustilago) هي جنس من الفطريات تتبع فصيلة السوادية من رتبة السواديات.